# Néstor Martínez
Pour les articles homonymes, voir Martínez.
Néstor Fernando Martínez Norales, ou simplement Néstor Martínez, né le 13 mars 1981 à Puerto Barrios au Guatemala, est un footballeur international guatémaltèque, qui joue en tant que défenseur central. 
Il compte 51 sélections en équipe nationale entre 2002 et 2007. Il joue actuellement pour le club guatémaltèque du Sanarate FC (en).

## Biographie

### Sélection
Néstor Martínez est convoqué pour la première fois par le sélectionneur national Julio César Cortés pour un match amical face à la Jamaïque le 31 octobre 2002 (1-1). Il reçoit sa dernière sélection le 21 novembre 2007 face à la Jamaïque (défaite 2-0). 
Il dispute trois Gold Cup (en 2003, 2005 et 2007). Il participe également à trois Coupes UNCAF (en 2003, 2005 et 2007).
Il compte 51 sélections et 0 but avec l'équipe du Guatemala entre 2002 et 2007. 

## Palmarès
- Avec le CSD Comunicaciones :
  - Champion du Guatemala en 2001 (C), 2002 (A) et 2003 (C)